# Opogona aemula
Opogona aemula är en fjärilsart som beskrevs av Edward Meyrick 1915. Opogona aemula ingår i släktet Opogona och familjen äkta malar. Inga underarter finns listade i Catalogue of Life.